# À Biribi, disciplinaires français
À Biribi, disciplinaires français è un cortometraggio del 1907 diretto da Lucien Nonguet

## Trama
Un soldato, e il suo sergente sono innamorati della stessa donna. Il soldato in un momento di rabbia aggredisce il sergente il quale per questo gesto lo fa imprigionare. Il giudizio del consiglio di guerra è immediato: deportazione alla prigione militare. Nella prigione militare vediamo uomini sconvolti e minacciati che se non eseguono gli ordini vengono puniti con la tortura e altri riti brutali. Il soldato, dopo un complotto avvenuto all'interno della prigione, viene gettato in un silo che se non fosse stato per l'aiuto di un amico sarebbe morto. I due uomini cercano di fuggire ma entrambi muoiono.

## Fonti[1]
- Henri Bousquet: annunciato nel supplemento di febbraio-marzo 1907
- Susan Dalton: Film Pathé Brothers - Supplemento. Parigi: Pathé, febbraio-marzo 1907, p 028-029
- Catalogo Pathé Dall'anno 1896 al 1914 (1907-1909), di Henri Bousquet, p 010-011
- Henri Bousquet, Catalogo Pathé degli anni 1896-1914
- Bures-sur-Yvette, Edizioni Henri Bousquet, 1994-2004

## Proiezioni[1]
1. Le Scala, Lione, 26.4.1907